# Botilenca
Botilenca es un cultivar de higuera de tipo higo común Ficus carica, bífera (con dos cosechas por temporada de brevas e higos de otoño), con higos de epidermis de color de fondo amarillo verdoso con sobre color marrón claro amarillento ubicado en manchas irregulares. Se cultiva en la colección de higueras de Montserrat Pons i Boscana en Llucmajor, Islas Baleares.

## Sinonimia
- „sin sinónimos“,[4][6][7]

## Historia
Actualmente la cultiva en su colección de higueras baleares Montserrat Pons i Boscana, rescatada de un ejemplar o higuera madre localizada en el predio "Pèrola" en el término de Llucmajor en terreno de monocultivo lindante con el término de Porreres de donde parece ser originaria a pesar de que es muy poco cultivada y conocida.
La variedad 'Botilenca' se denomina así por su forma de Bòtil:Botella ancha de cuello estirado.

## Características
La higuera 'Botilenca' es una variedad bífera de tipo higo común. Árbol de vigorosidad entre media y elevada, con un porte mediano, copa alta muy apretada de hojas bastante espesas. Sus hojas son de 5 lóbulos en su mayoría, menos  de 3 lóbulos, y pocas de 1 lóbulo. Sus hojas con dientes presentes márgenes ondulados. 'Botilenca' tiene mucho desprendimiento de higos, un rendimiento productivo elevado y periodo de cosecha prolongado. La yema apical cónica de color amarillo.
Los frutos de la higuera 'Botilenca' son higos de un tamaño de longitud x anchura:52 x 64 mm, con forma cucurbiforme alargados con un cuello estirado, tanto en brevas como en higos, uniformes en las dimensiones y simétricos en la forma, que presentan unos frutos grandes de unos 42,630 gramos en promedio (grandes en brevas y más pequeños en higos), de epidermis con consistencia dura, grosor de la piel grueso, con color de fondo amarillo verdoso con sobre color marrón claro amarillento ubicado en manchas irregulares. Ostiolo de 3 a 5 mm con escamas pequeñas rojas. Pedúnculo de 2 a 3 mm cilíndrico verde amarillento. Grietas longitudinales muy gruesas. Costillas muy marcadas. Con un ºBrix (grado de azúcar) de 22 de sabor dulce un poco ácido, con color de la pulpa rojo intenso. Con cavidad interna mediana, con aquenios  medianos. Los higos maduran durante un periodo de cosecha prolongado, de un inicio de maduración en las brevas a primeros de junio y de la cosecha principal de higos sobre el 4 de septiembre a 14 de octubre. Rendimiento productivo alto y periodo de cosecha prolongado de maduración tardía cuando otras cosechas han terminado.
Se usa como higos frescos en alimentación humana. Con mediana abscisión de pedúnculo y una muy buena facilidad de pelado. Se conserva bien en el árbol pues tienen muy buena resistencia a la lluvia consecuencia de su gruesa epidermis que además le proporciona una consistencia dura apta para el transporte. Como defecto muestran mucha facilidad para el desprendimiento.

## Cultivo
'Botilenca', se utiliza como higos frescos en humanos. Se está tratando de recuperar de ejemplares cultivados en la colección de higueras baleares de Montserrat Pons i Boscana en Llucmajor.